# Miejsce sinawe
Miejsce sinawe (łac. locus coeruleus) – jądro pnia mózgu, położone z tyłu mostu. Jego aktywację powodują stresory fizykalne (np. hipoglikemia, spadek ciśnienia krwi, objętości krwi, zaburzenia termoregulacji) oraz stresory psychologiczne. Pełni rolę w regulacji stopnia pobudzenia mózgu, fazy snu REM i niektórych funkcjach autonomicznych (np. termoregulacji). Odpowiada też za produkcję noradrenaliny. Dzięki połączeniom z podwzgórzem bierze udział w wyzwalaniu reakcji stresowej. Gra rolę we wzmacnianiu zachowań lękowych i w zespole stresu pourazowego (PTSD).
Opisał je w XVIII wieku francuski anatom Félix Vicq-d’Azyr.